# Styringomyia fumipennis
Styringomyia fumipennis är en tvåvingeart som beskrevs av Edwards 1926. Styringomyia fumipennis ingår i släktet Styringomyia och familjen småharkrankar. Inga underarter finns listade i Catalogue of Life.